# Dębsko (Grodzisk Wielkopolski)
Pour les articles homonymes, voir Dębsko.
Dębsko (prononciation : [ˈdɛmpskɔ]) est un village polonais de la gmina de Wielichowo dans le powiat de Grodzisk Wielkopolski de la voïvodie de Grande-Pologne dans le centre-ouest de la Pologne.
Il se situe à environ 3 kilomètres au nord-est de Wielichowo (siège de la gmina), à 12 kilomètres au sud de Grodzisk Wielkopolski (siège de la gmina et du powiat) et à 51 kilomètres au sud-ouest de Poznań (capitale régionale).

## Histoire
De 1975 à 1998, le village faisait partie du territoire de la voïvodie de Poznań.

Depuis 1999, Dębsko est situé dans la voïvodie de Grande-Pologne.